# Need for Speed: Most Wanted (gra komputerowa 2012)
Need for Speed™ Most Wanted – gra z serii Need for Speed produkowana przez Criterion Games i wydawana przez Electronic Arts. Została oficjalnie zapowiedziana 4 czerwca 2012 na targach E3. Premiera odbyła się w listopadzie 2012 na Microsoft Windows, PlayStation 3, Xbox 360, iOS, PlayStation Vita, Android.

## Rozgrywka
Styl rozgrywki jest wzorowany na tym z Need for Speed: Most Wanted. Gracz ma listę dziesięciu przeciwników, których musi pokonać. Akcja ma miejsce w fikcyjnym mieście Fairhaven City, gdzie policja nazywa się FCPD. Podczas wyścigów gracz może sam zdecydować, którą drogą chce jechać.
Lista samochodów Need for Speed™ Most Wanted liczy 41 pozycji w podstawowej wersji gry oraz 20 dodatkowych dostępnych w czterech DLC. Wszystkie auta podzielone zostały na następujące klasy: Popularne, Egzotyczne, "Grand Tourer", Muscle, Wyścigowe, Sportowe i SUVy. Każda kategoria aut lepiej spisuje się w innych warunkach. Wszystkie samochody są darmowe i w dowolnym momencie w grze możemy je zmienić poprzez specjalne punkty podmiany. Na jedno auto przypadają 3 takie miejsca. Miłą niespodzianką dla fanów serii jest obecność licencjonowanych aut w ruchu ulicznym. Wszystkie wozy można poddawać pewnym modyfikacjom. Swojego rodzaju innowacją jest fakt, iż zmian można dokonywać podczas trwania wyścigu, np. zmieniając opony na terenowe po zjeździe z autostrady.

## Odbiór gry
Ta odsłona w wersji na PC zebrała średnie recenzje - 78/100 w Metacritic

## Ścieżka dźwiękowa
- The Who – Baba O'Riley (Alan Wilkis Remix)
- The Who – Won't Get Fooled Again (Cato Remix)
- Calvin Harris – We'll Be Coming Back (KillSonik Remix)
- Dizzee Rascal – Bonkers
- Madeon feat. Zak Waters – The City
- Muse – Butterflies and Hurricanes
- Skrillex – Break'n a Sweat
- Skrillex – Break'n a Sweat (Zedd Remix)
- Nero – Won't You (Be There)
- Rudimental feat. John Newman – Feel The Love
- Silent Code – Night Train
- Silent Code – Spell Bound
- Silent Code – East Star
- The Maccabees – Unknow
- The Joy Formidable – Little Blimp
- Foreign Beggars feat. Noisia – Contact
- The Chemical Brothers – Galvanize
- Riverboat Gamblers – Blue Ghosts
- Green Day – Stop When The Red Lights Flash
- Icona Pop – I Love It
- X Ambassadors – Unconsolable
- Dispatch – Circles Around The Sun
- We Are The Ocean – The Road (Run For Miles)
- DJ Fresh feat. Dizzee Rascal – The Power
- RuN RIOT – A Light Goes Off (RuN RIOT Mix)
- Heaven's Basement – I Am Electric
- Deadmau5 feat. Wolfgang Gartner – Channel 42
- Above & Beyond – Anjunabeach
- The Vaccines – Bad Mood
- C&D Project – The Chase
- Poliça – Violent Games
- Bassnectar – Empathy
- Crosses – Telepathy
- Beware of Darkness – Howl
- Lower than Atlantis – Love Someone Else
- Strange Talk – Cast Away
- Last Dinosaurs – Zoom
- Asherel – Shake The Dust
- Band of Skulls – You're Not Pretty But...
- Dead Sara – Weatherman
- Popeska – Now or Never
- Mutemath – Allies[10]